# Азартні ігри в Пакистані
Азартні ігри в Пакистані підпадають під жорсткі обмеження, передбачені місцевим законодавством, за певними невеликими винятками.

## Законодавство
Азартні ігри є незаконними для громадян згідно із Законом про запобігання азартним іграм 1977 року, який базується на Законі про публічні азартні ігри британської епохи 1867 року.
1978 року було введено в дію провінційні версії цього акта. Це законодавство замінило попередні закони, такі як Указ про запобігання азартних ігор в Белуджистані 1961 року, Постанова про запобігання азартних ігор у Західному Пакистані 1961 року, Постанова про запобігання азартних іграх в Пенджабі 1961 року та Постанова про запобігання азартних ігор в Сінді 1961 року.
Згідно з цим актом, організаторам азартних ігор можуть загрожувати різні покарання, залежно від обставин. Тим, хто свідомо керує ігровими установами, можуть загрожувати штрафи до 1000 рупій або ув'язнення до одного року або і те й інше. Гравці притягуються до штрафу до 5000 рупій, максимального ув'язнення на один рік або і те й те. Протягом 2020 року лише в провінції Лахорі було заарештовано понад 5 тис. нелегальних гравців, поліція також оштрафувала гравців на суму 11,8 млн рупій.
Ігровим домом вважається будь-який об'єкт, де є докази проведення ігор з гральними картами, кістками тощо. Для людей, які грають у громадських місцях, покарання може становити штраф до 500 рупій, максимум один рік позбавлення волі або й те й те. Повторним порушникам можуть загрожувати штрафи до 2000 рупій або позбавлення волі до 3 років або й те й те. Законодавство надає правоохоронним органам повноваження входити та проводити обшуки в будь-яких приміщеннях, де є підозрюи щодо азартних ігор.
Цей закон передбачає виняток для «туристичних комплексів», які регулюються відповідними урядами провінцій, і до яких допускаються лише іноземці.